# 107-mm B-11 (rückstoßfreies Geschütz)

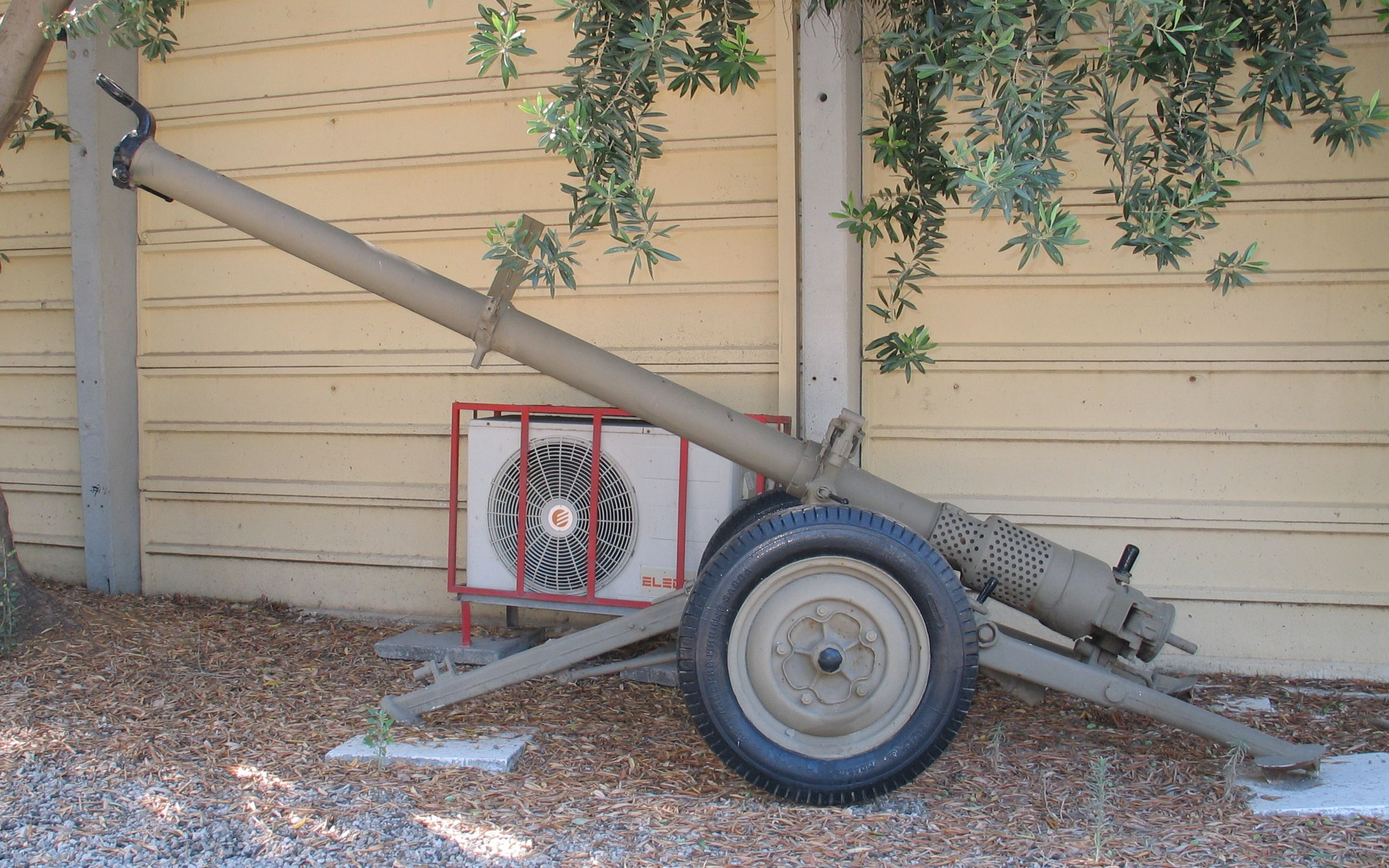
Rückstoßfreies Geschütz B-11 in Marschlage

Das rückstoßfreie 107-mm-Geschütz B-11 ist ein in der damaligen Sowjetunion von 1954 bis 1964 produziertes rückstoßfreies Geschütz. Die Waffe vereint die Eigenschaften eines Granatwerfers und einer Panzerabwehrwaffe und wurde in motorisierten Schützen- und Luftlandeeinheiten zur Bekämpfung von gepanzerten Fahrzeugen, Feldbefestigungsanlagen und ständigen Kampfanlagen, zum Niederhalten und Vernichten von Truppen innerhalb und außerhalb von Deckungen und zum Schaffen von Gassen in Drahthindernissen eingesetzt. Obwohl in regulären Streitkräften mittlerweile meist durch modernere Waffensysteme ersetzt, findet es sich noch in der Bewaffnung verschiedener Armeen und irregulärer Kräfte.
Die Originalbezeichnung lautet 107-мм безоткатное орудие Б-11. In verschiedenen Quellen wurde die Waffe auch als RG-107 in Anlehnung an das Kaliber bezeichnet. Der GRAU-Index lautet 52-M-883.

## Entwicklung
Die sowjetischen Luftlandetruppen und motorisierten Schützenverbände verfügten auf der Bataillonsebene zu Beginn der 1950er-Jahre über den 82-mm-Granatwerfer SG-82 als Bewaffnung. Die Entwicklung dieser Waffe war 1942 begonnen worden, jedoch wurde der Granatwerfer erst 1950 in die Bewaffnung übernommen. Die unzureichenden Gefechtseigenschaften zeigten sich jedoch schnell. Die Waffe war zu schwer und unhandlich. Nachteilig war auch die geringe Reichweite, die ein Bekämpfen und Niederhalten gegnerischer Truppen auf größere Entfernungen nicht zuließ. Dazu kam, dass die Mitgliedsstaaten der NATO zu Beginn der 1950er-Jahre eine neue Generation von Kampfpanzern einführten, die mit dem SG-82 nicht bekämpft werden konnten.
Die Hauptverwaltung Artillerie (GAU) im sowjetischen Ministerium für Verteidigung (Главное артиллерийское управление МО (ГРАУ)) forderten daher die Entwicklung einer neuen Waffe mit einem Gesamtgewicht von nicht mehr als 100 kg und einer effektiven Reichweite von mindestens 4000 m. Die Waffe sollte in der Lage sein, Panzerungen mit einer Stärke von 200 bis 250 mm zu durchschlagen. Für die Entwicklung wurde ein Wettbewerb ausgeschrieben, an dem sich das Spezialkonstruktionsbüro Nr. 4 (SKB-4) (Специальное конструкторское бюро (СКБ-4)) in Kolomna unter Leitung von Boris Iwanowitsch Schawyrin (Борис Иванович Шавырин) und das Zentrale Konstruktionsbüro der Artillerie (Центральное артиллерийское конструкторское бюро (ЦАКБ)) in Koroljow unter Leitung von Wassili Gawrilowitsch Grabin (Василий Гаврилович Грабин) beteiligten. Das SKB-4 entwickelte nach diesen Vorgaben das rückstoßfreie 82-mm-Geschütz B-10, das 1954 in die Bewaffnung der Sowjetarmee aufgenommen wurde. Gleichzeitig arbeitete das Konstruktionsbüro an einer Variante mit größerem Kaliber. Vom größeren Kaliber versprach man sich eine höhere effektive Reichweite und eine größere Durchschlagsleistung. Konstruktiv sind beide Waffen nach dem gleichen Prinzip aufgebaut. Das erleichterte die Organisation der Serienproduktion, die 1954 im Maschinenbauwerk Tula begann.

## Konstruktion

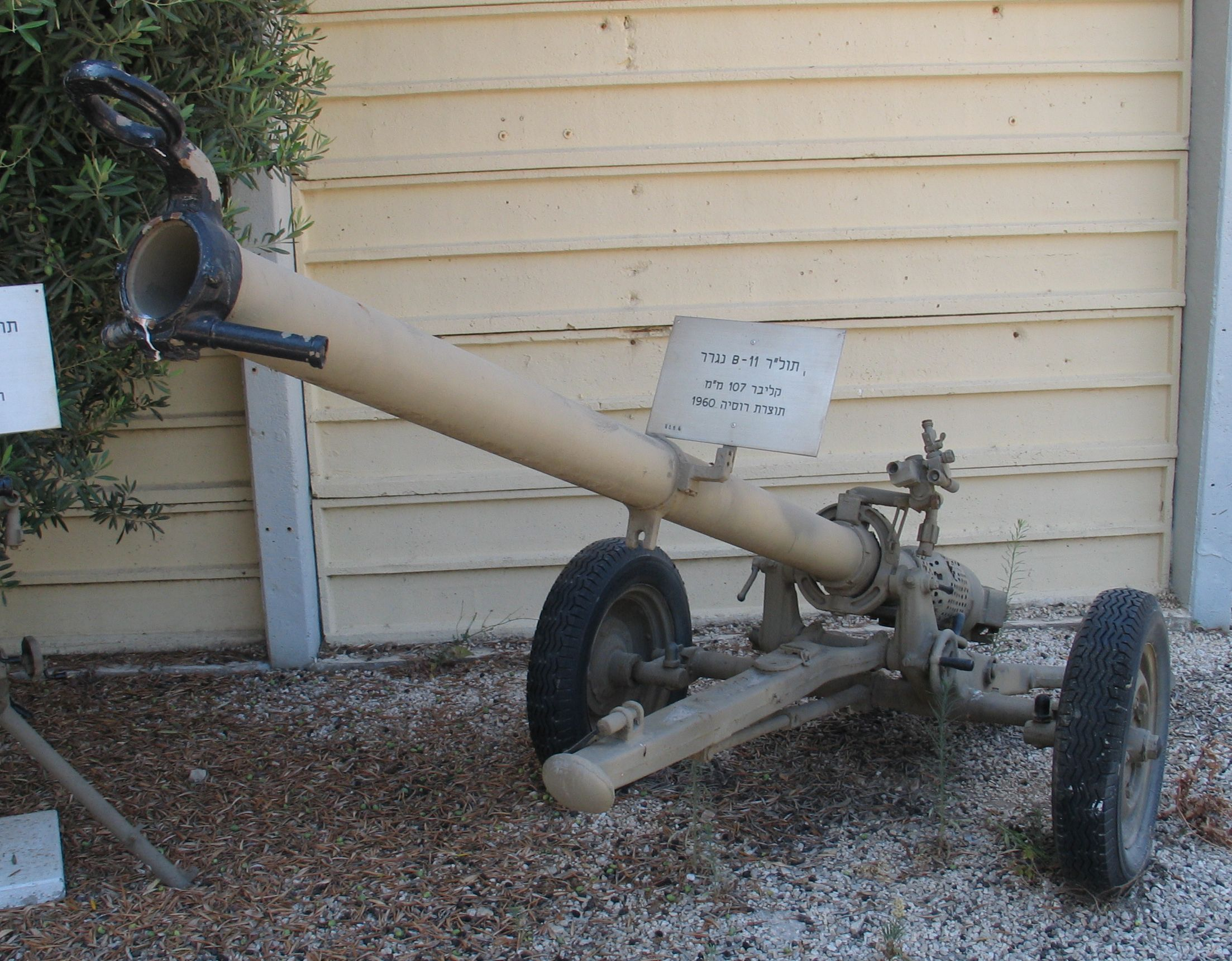
Waffe in Gefechtslage; man beachte den Visieraufsatz

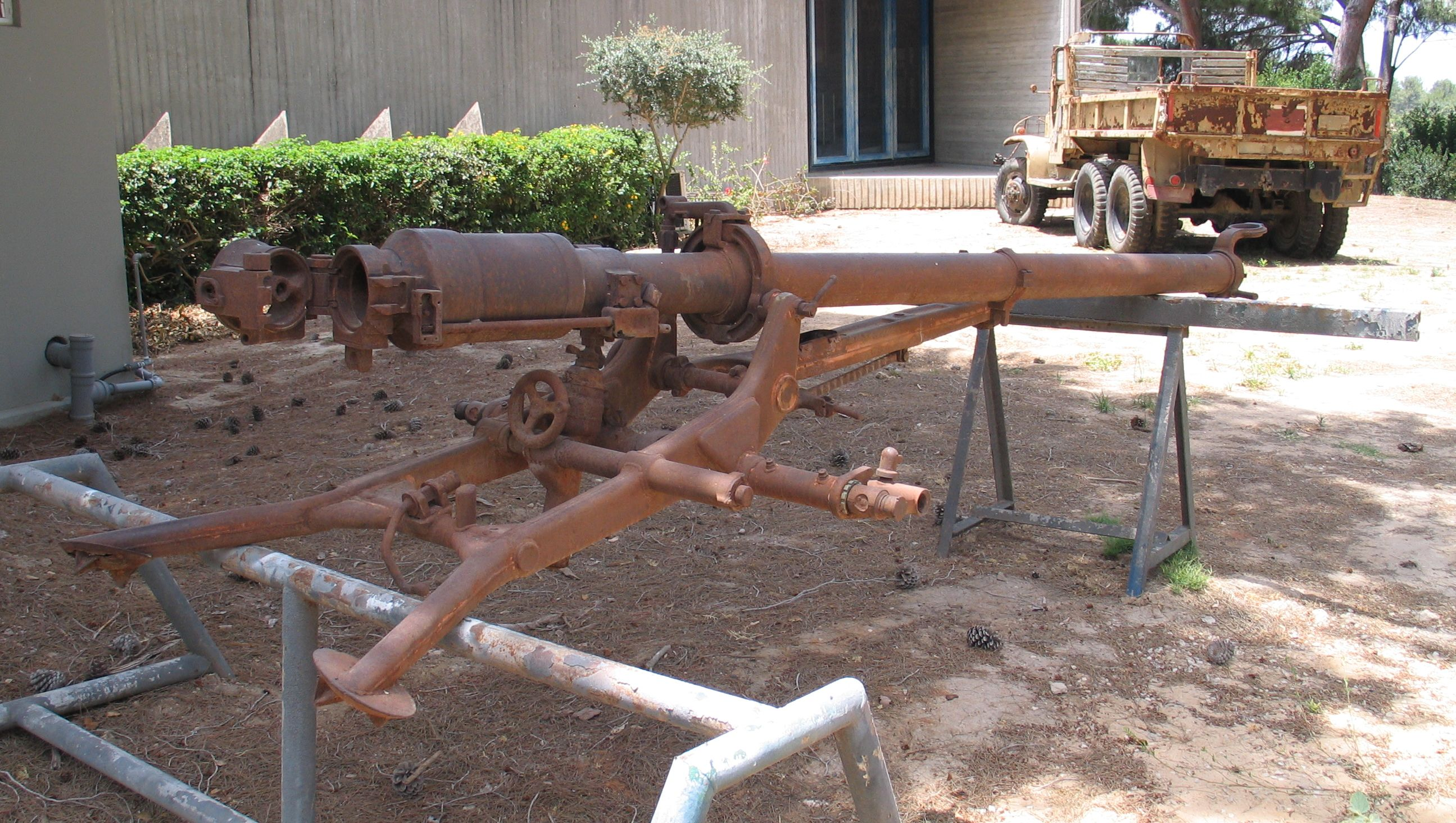
Rohr mit geöffnetem Verschluss

### Rohr
Die Waffe ist analog zum rückstoßfreien 82-mm-Geschütz B-10 aufgebaut. Am hinteren Ende des einteiligen Rohres befinden sich Kammer und Verschluss, die Kammer ist von einer zweiten Kammer mit Löchern zum Gasaustritt umgeben. Auch bei dieser Waffe handelt es sich um eine Glattrohrkanone, die flügelstabilisierte Munition verschießt. Geladen wird die Waffe von hinten über den Verschluss.
An der Mündung des Rohres sind zwei abnehmbare Handgriffe angebracht, um das Geschütz im Mannschaftszug leichter bewegen zu können. Die Bedienung bestand in der NVA aus insgesamt vier Mann: dem Geschützführer, dem K1 (Richtkanonier), dem K2 (Ladekanonier) und dem K3 (Munitionskanonier). Die Waffe kann innerhalb einer Minute von der Marsch- in die Gefechtslage gebracht werden.

### Visier
Die Visiereinrichtung befindet sich links am Rohr. Verwendet wird der Richtaufsatz PBO-4 mit zwei Aufsätzen. Der Aufsatz A wird für das indirekte Richten benutzt, der Aufsatz B für das direkte Richten. Der Aufsatz A hat ein Gesichtsfeld von 9° und vergrößert 2,5-fach, der Aufsatz B hat ein Gesichtsfeld von 18° und vergrößert 3-fach. Der Richtaufsatz kann für den Nachtkampf beleuchtet werden. Zum Einmessen der Stellung stehen außerdem ein Winkelmessquadrant und Messlatten zur Verfügung.

### Lafette
Die Konstruktion der Lafette unterscheidet sich deutlich von der beim rückstoßfreien 82-mm-Geschütz B-10 verwendeten. Sie ist als geschweißte Konstruktion aus Stahlrohr ausgeführt. Die Lafette ist zweiholmig, die Holme können jedoch nicht gespreizt werden. Am Ende der Holme befinden sich Stützteller, auf denen sich die Waffe beim Schuss abstützt. An den Holmen sind an beiden Seiten zwei Griffe angeschweißt, um das Manövrieren der Waffe im Gelände zu erleichtern. Die Lafette sitzt auf einem einachsigen, gefederten und gedämpften Fahrgestell mit großen Rädern. Das B-11 kann im Gegensatz zum B-10 an Fahrzeuge als Zuglast angehängt werden.

### Munition
Für das B–11 existiert eine Vielzahl von Munitionstypen. Verschossen werden Splittergranaten zum Kampf gegen weiche und halbharte Ziele und Hohlladungsgranaten zum Kampf gegen Panzer.
| Munitionsarten          |             |                           |                               |                                |                                      |                         |
| Typ                     | Bezeichnung | Gewicht der Granate in kg | Gewicht der Sprengladung in g | Mündungsgeschwindigkeit in m/s | Durchschlagsleistung, mm Panzerstahl | effektive Reichweite, m |
| Hohlladungsgranaten     |             |                           |                               |                                |                                      |                         |
| Hohlladungs-Wurfgranate | MK-11       | 12,57                     |                               | 400                            | 290                                  |                         |
| Hohlladungs-Wurfgranate | BK-883      | 7,51                      | 1,06                          |                                | 381                                  | 450                     |
| Splittergranaten        |             |                           |                               |                                |                                      |                         |
| Splitter-Wurfgranate    | MO-11       | 13,53                     |                               | 375                            |                                      |                         |
| Splitter-Wurfgranate    | O-883A      | 8,5                       | 2,088                         | 375                            |                                      | 6650                    |

## Versionen
Es sind keine weiteren Versionen der Waffe bekannt.

## Technische Daten
| rückstoßfreies 107-mm-Geschütz B-11 |                             |
| Allgemeine Eigenschaften            |                             |
| Klassifikation                      |                             |
| Chefkonstrukteur                    | Boris Iwanowitsch Schawyrin |
| Bezeichnung des Herstellers         | B-11                        |
| Hersteller                          | Maschinenbauwerk Tula       |
| Gewicht in Feuerstellung            | 304,8 kg                    |
| Gewicht in Fahrstellung             |                             |
| Mannschaft                          | 4 Mann                      |
| Baujahre                            | 1954–                       |
| Stückzahl                           |                             |
| Rohr                                |                             |
| Kaliber                             | 107 mm                      |
| Rohrlänge                           | 3383 m                      |
| Feuerdaten                          |                             |
| Höhenrichtbereich                   | −10/+45°                    |
| Seitenrichtbereich                  | 35°                         |
| Höchstschussweite                   | 6650 m                      |
| Höchstmündungsgeschwindigkeit       | 400 m/s                     |
| Feuerrate                           | 5–6 Schuss/min              |
| Beweglichkeit                       |                             |
| Höchstgeschwindigkeit im Schlepp    |                             |

## Einsatz

### Einsatzgrundsätze
Die Waffe wurde in der Sowjetarmee und in den nach sowjetischem Vorbild strukturierten Streitkräften in Luftlande- und motorisierten Schützenbataillonen bzw. -regimentern eingesetzt. Ihre hohe Beweglichkeit, verbunden mit guten ballistischen Leistungen, machte sie zu einer vielseitig einsetzbaren Waffe und führte dazu, dass die Waffe auch außerhalb dieser Strukturen zum Einsatz kam.
Die Waffe konnte erfolgreich gegen die in den 1950er Jahren eingeführten Panzer eingesetzt werden, jedoch zeigte sich mit der im Laufe der technischen Entwicklung zunehmenden Stärke der Panzerungen die Grenze des B-11. Nachteilig im Gefecht waren auch die prinzipbedingte hohe Geräusch- und Staubbelastung, welche die Stellung der Waffe verrieten und ein Zielen nach dem ersten Schuss erschwerten. Da ab Mitte der 1960er-Jahre auch in der Sowjetunion Panzerabwehrlenkraketen zur Verfügung standen, wurde das B-11 in seiner Rolle als Panzerabwehrwaffe von diesen abgelöst.

### Einsatzländer
Die Waffe wurde nach Bulgarien, Kambodscha, China, die DDR, Ägypten, die Demokratische Volksrepublik Korea, Vietnam und Polen exportiert.

### Einsatz in der NVA
Die NVA setzte das rückstoßfreie Geschütz B-11 ab 1957 ein. Für ein motorisiertes Schützenregiment der NVA waren insgesamt zwölf Waffen vorgesehen, die vorgesehenen Stückzahlen konnten auch beschafft werden. Die Waffe wurde jedoch bereits bis 1967 ausgesondert, da zunehmend Panzerabwehrlenkraketensysteme und, in den Artillerieabteilungen der Regimenter, Haubitzen des Kalibers 122 mm verfügbar waren. Die freiwerdenden Waffen wurden nicht verschrottet, sondern den Betriebskampfgruppen übergeben. Dort wurden sie bis zu deren Auflösung im Jahre 1990 genutzt.